# Valencia de Areo
Valencia de Areo (en catalán: València d'Àneu) es un pueblo del municipio de Alto Aneu, en la provincia de Lérida (España), y sede de su ayuntamiento. Durante la Edad Media el pueblo se arremolinaba en torno al castillo y bajó al emplazamiento actual durante el siglo XVIII. Hasta mediados del siglo XIX se denominaba Valencia.

## Historia
La mención más antigua de la villa de Valencia de Areo data de 1281, cuando el conde Arnau Roger I de Pallars Sobirá reconoce a Pedro III de Aragón el dominio sobre ciertos lugares del Pallars. En el siglo XIII el castillo era una fortificación muy importante para controlar el acceso al valle de Arán y a las tierras de Occitania por el puerto de la Bonaigua. Fue el último baluarte del enfrentamiento entre el conde Hugo Roger III del Pallars y el conde de Cardona Joan Ramon Folc IV en representación del rey Fernando II que terminó con la huida del conde de Pallars a Francia en 1488 y la posterior rendición del castillo en 1491.
Este lugar estratégico fue ocupado por los franceses en 1794. Fue lugar de refugio durante las guerras carlistas en 1836 y un siglo después campamento del maquis tras la guerra civil española. Valencia de Areo fue municipio independiente hasta 1970, año en que junto con Isil, Son y Sorpe, formaron el municipio de Alto Aneu.

## Geografía humana

### Demografía
| Gráfica de evolución demográfica de Valencia de Areo entre 1842 y 1960 |
| |
| Población de derecho según los censos de población del INE Población de hecho según los censos de población del INEEn estos censos se denominaba Valencia: 1842, 1857 y 1860 Entre el censo de 1970 y el anterior, este municipio desaparece porque se integra en el municipio 25024 (Alto Aneu) |

## Patrimonio
Entre su patrimonio cabe destacar el Castillo de Valencia de Areo situado en un promontorio a las afueras del pueblo. También es reseñable la iglesia románica del siglo XII dedicada a San Andrés, de la cual tan solo queda el ábside. Provenientes de esta iglesia el Museo Diocesano de Urgel conserva tres fragmentos de pintura mural románica que decoraban el ábside y que representan la Epifanía.